# Jaderné zbraně na Ukrajině

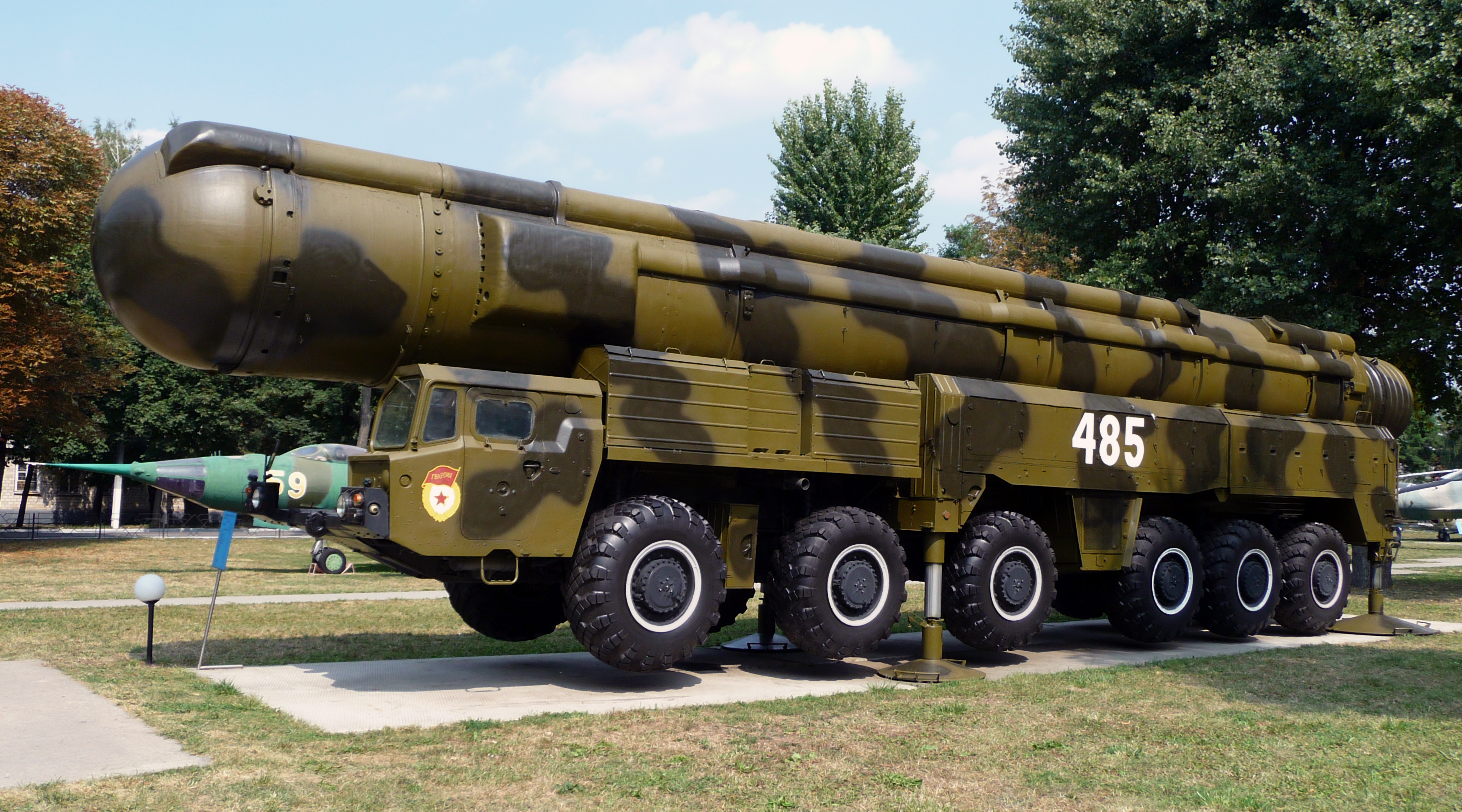
Balistická raketa středního doletu RSD-10 Pioněr s jadernou hlavicí vystavená v Muzeu ukrajinského letectva ve Vinnycji.

Jaderné zbraně se na Ukrajině nacházely během jejího členství v Sovětském svazu, jež byl spolu s USA v rámci závodů ve zbrojení vlastníkem jejich největšího počtu. Po jeho rozpadu a vyhlášení ukrajinské nezávislosti zůstala na území Ukrajiny třetina jaderného arzenálu SSSR, což z ní dělalo světově třetí nejsilnější jadernou velmoc. Šlo ale pouze o fyzickou kontrolu nad zbraněmi, operační kontrola zůstávala v rukou Ruska. V roce 1994 se na základě Budapešťského memoranda Ukrajina stala signatářem smlouvy o nešíření jaderných zbraní a výměnou za bezpečnostní záruky Ruska, Spojených států amerických a Spojeného království se vzdala všech svých jaderných zbraní. Část záruk, např. záruky respektování ukrajinské suverenity a nezávislosti v rámci tehdy platných hranic a záruky nepoužití síly či ekonomického nátlaku ani pokusu o něj, byly potom podle některých porušeny ruským záborem ukrajinského Krymu, ruskou účastí ve válce na východě Ukrajiny s proruskými separatisty nebo Ruskou invazí na Ukrajninu.